# Brian Dabul
Brian Dabul (* 24. února 1984 v Buenos Aires, Argentina) je argentinský profesionální tenista.
 Ve své dosavadní kariéře vyhrál zatím jediný turnaj ATP ve čtyřhře.

## Finálové účasti na turnajích ATP (1)

### Čtyřhra - výhry (1)
| Legenda                                                       |
| ATP International Series Gold / ATP World Tour 500 Series (0) |
| ATP International Series / ATP World Tour 250 Series (1)      |

| Č. | Datum        | Turnaj              | Povrch | Partner      | Soupeři ve finále                | Výsledek |
| 1. | 8. únor 2009 | Viña del Mar, Chile | antuka | Pablo Cuevas | František Čermák Michal Mertiňák | 6-3, 6-3 |